# San Cristóbal de Cuéllar
San Cristóbal de Cuéllar település Spanyolországban, Segovia tartományban. San Cristóbal de Cuéllar Viloria, Cuéllar, Vallelado és San Miguel del Arroyo községekkel határos. Lakosainak száma 154 fő (2024).

## Népesség
A település népessége az elmúlt években az alábbi módon változott:
| Lakosok száma | 217  | 203  | 192  | 189  | 187  | 163  | 152  | 151  | 152  | 154  |
|               | 2001 | 2004 | 2007 | 2009 | 2012 | 2014 | 2017 | 2019 | 2022 | 2024 |